# Azriel Luboshitz
Azriel Luboshitz (in ebraico עזריאל לובושיץ‎?; Tel Aviv, 5 agosto 1935 – 3 agosto 1971) è stato un cestista israeliano.

## Carriera
Con Israele ha partecipato ai Campionati del mondo del 1954, segnando 7 punti in 3 partite.

## Palmarès
- Campionato israeliano: 2

Hapoel Tel Aviv: 1959-60, 1960-61
- Coppa di Israele: 1

Hapoel Tel Aviv: 1961-62